# 기오로시정
기오로시정(木下町)은 지바현 인바군에 존재했던 정이다. 현재의 인자이시에 해당한다. 마을 북쪽에는 도네강이 흐르고 있다

## 개요
과거에는 토네강의 물길로 번영을 누렸다. 

## 역사
- 1889년 4월 1일 - 정촌제 시행에 수반해 인바군 기오로시정이 성립하였다.
- 1954년 12월 1일 - 오모리정, 후나호촌, 에이지촌과 합병해 인자이정이 되었다.

## 교통

### 철도
- 국철 (→ JR동일본)
  - 나리타선